# Garuga pinnata
Garuga pinnata ist ein Baum in der Familie der Balsambaumgewächse aus Indien und dem nördlicheren Südostasien bis ins südöstliche China.

## Beschreibung
Garuga pinnata wächst als laubabwerfender Baum bis über 18 Meter hoch. Der Stammdurchmesser erreicht über 50 Zentimeter. Die raue, grau-braune Borke ist schuppig bis abblätternd. Der Baum führt ein aromatisches Gummi.
Die wechselständigen und gestielten Laubblätter an den Zweigenden sind unpaarig gefiedert mit fein behaarter Rhachis. Die bis zu 21, meist gekerbten bis gesägten, zugespitzten bis geschwänzten Blättchen sind kurz gestielt bis fast sitzend und eiförmig bis länglich, seltener verkehrt-eiförmig. Die bis zu 12 Zentimeter langen Blättchen sind jung behaart und verkahlend. Die Pseudonebenblätter (reduzierte unterste Blättchen) sind meist abfallend.
Es werden achselständige und fein behaarte Rispen gebildet. Die Blüten erscheinen vor den Blättern. Die kleinen, gelben bis cremefarben, glockenförmigen und zwittrigen, kurz gestielten Blüten sind fünfzählig mit doppelter Blütenhülle. Es ist ein behaarter, becherförmiger Blütenbecher vorhanden. Die klappigen, kurzen und halbaufrechten Kelchzipfeln sind behaart. Die klappigen, schmal-dreieckigen Petalen mit kurz eingeschlagener Spitze sind vor allem außen behaart. Es sind 10 kurze Staubblätter mit behaarten Staubfäden vorhanden. Der behaarte und fünfkammerige, fast sitzende Fruchtknoten ist mittelständig mit kurzem, behaartem Griffel und kopfiger, gelappter Narbe. Es ist ein dünner, großer, gelappter und becherförmiger Diskus vorhanden.
Es werden kleine, grün-gelbe und rundliche, etwa 1,3–1,7 Zentimeter große, teils gelappte, beerenartige, fleischige Steinfrüchte mit bis zu 5 einsamigen Kernen gebildet.

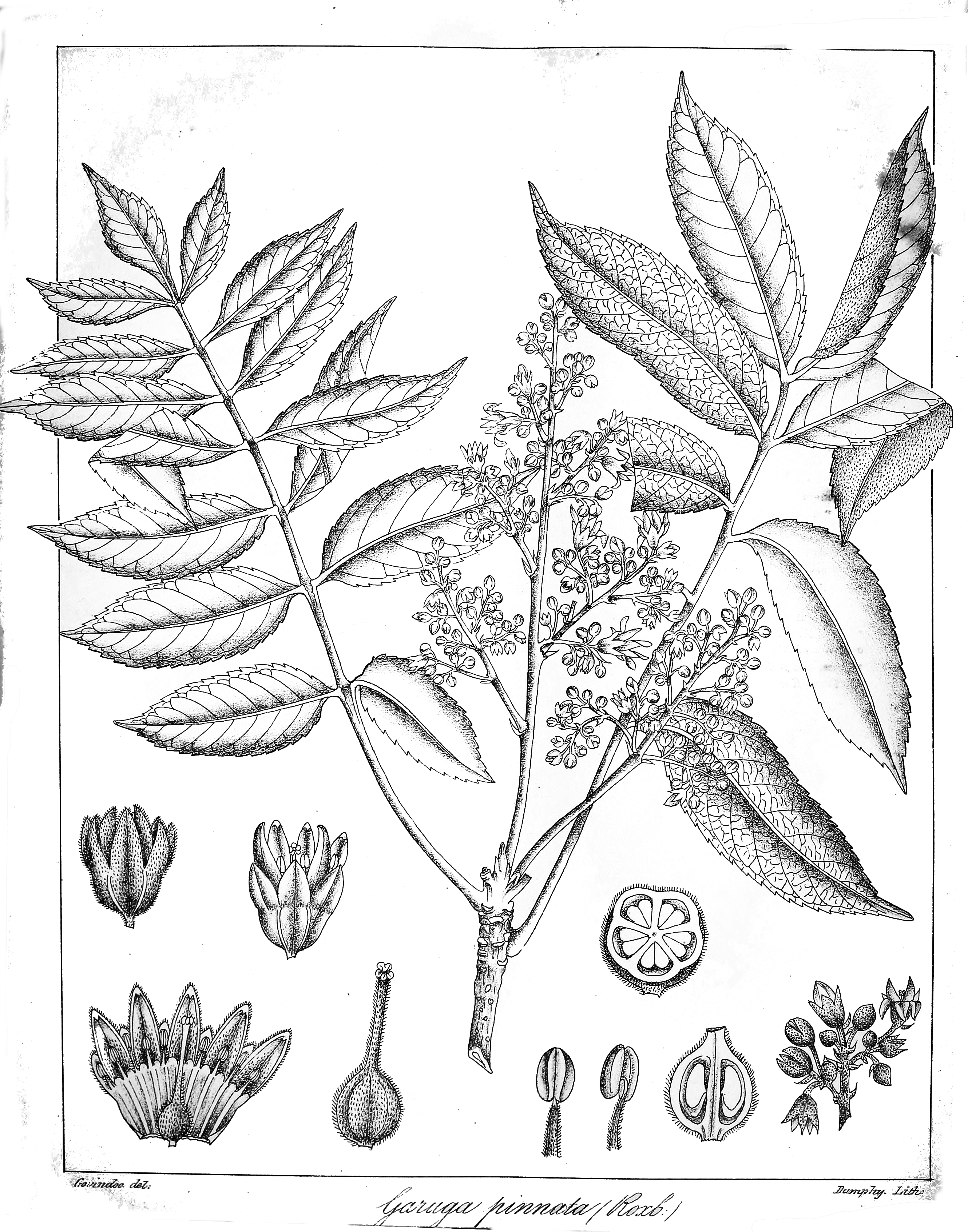
Illustration
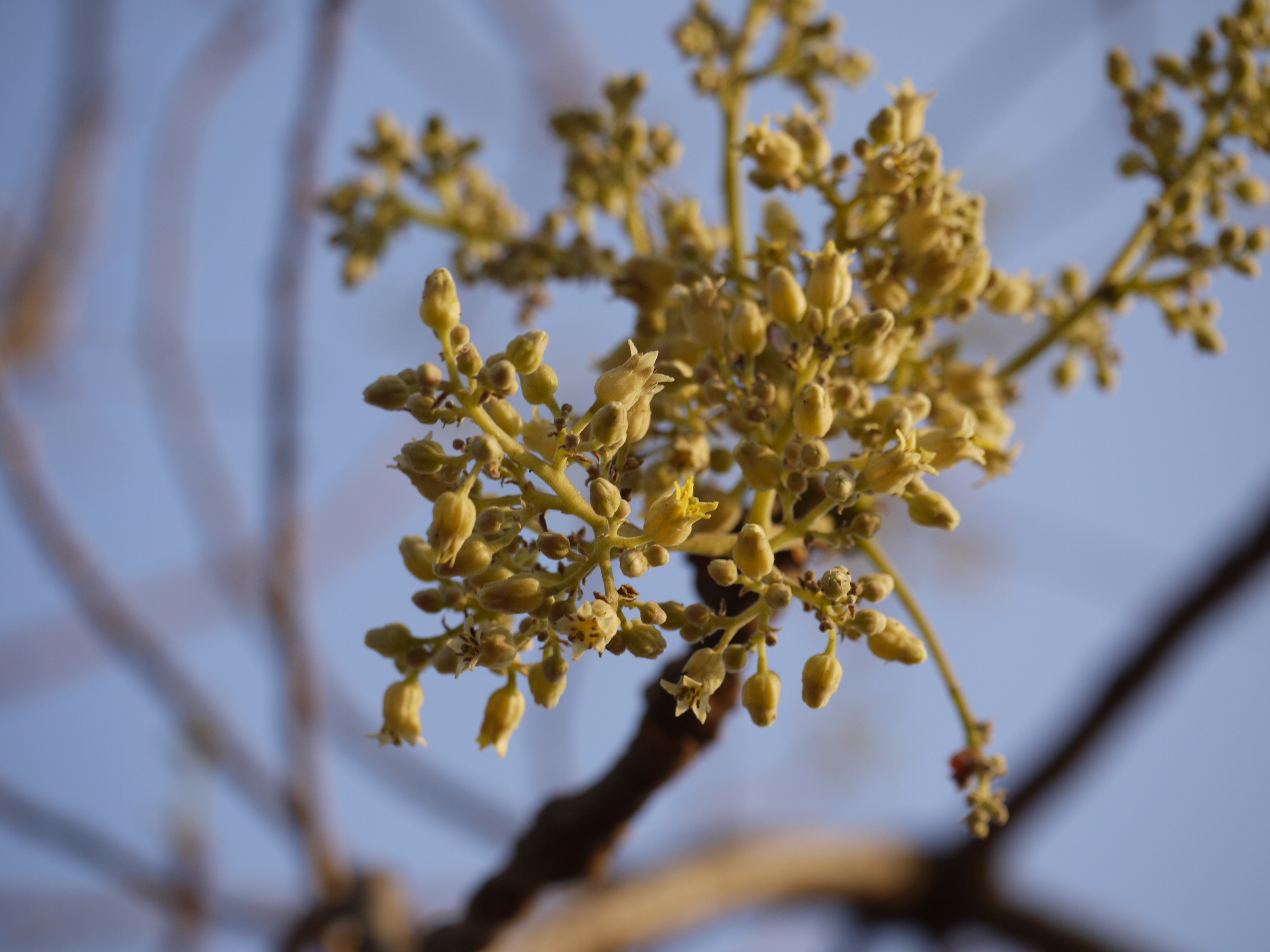
Blütenstand
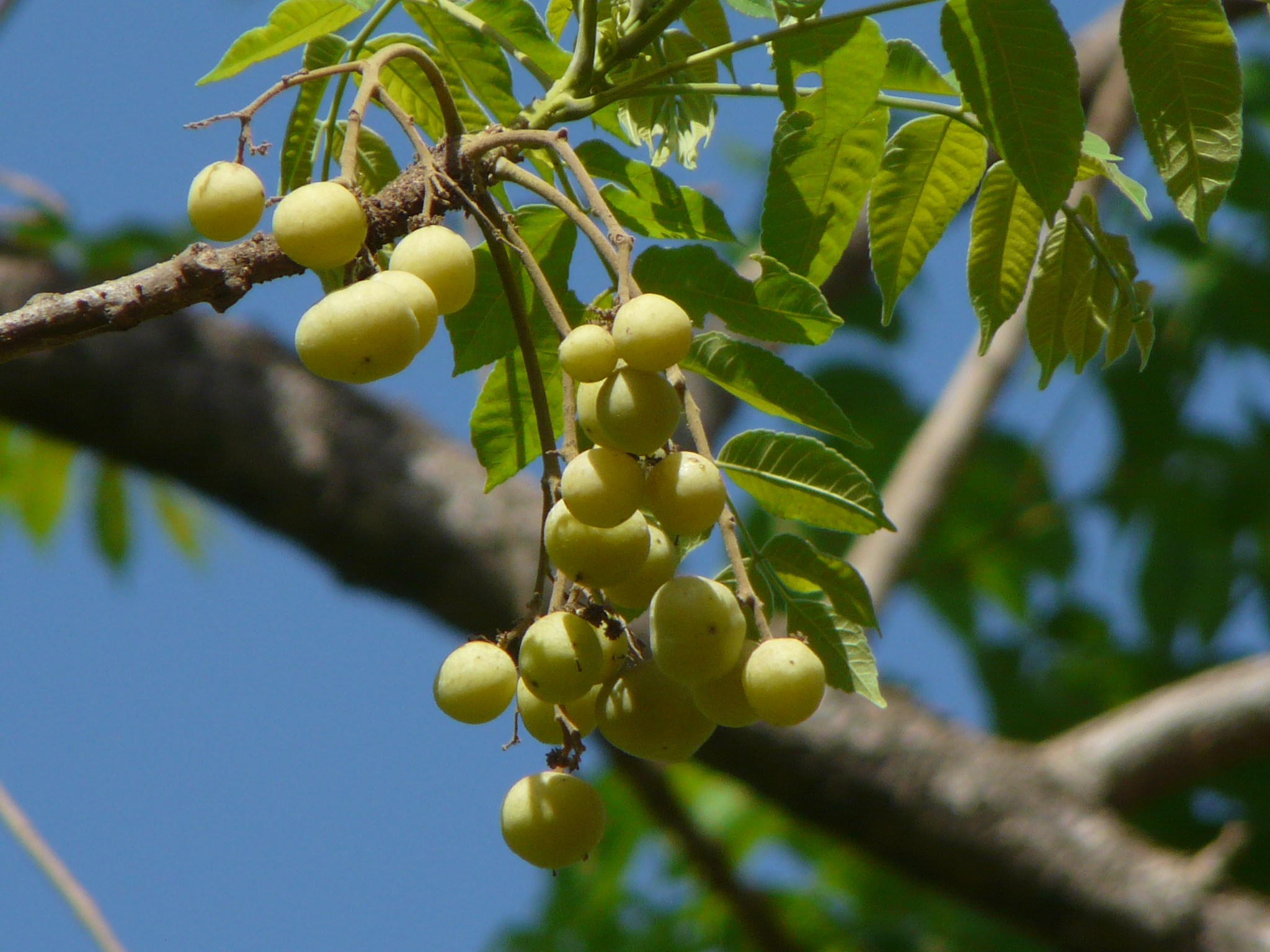
Fruchtstand
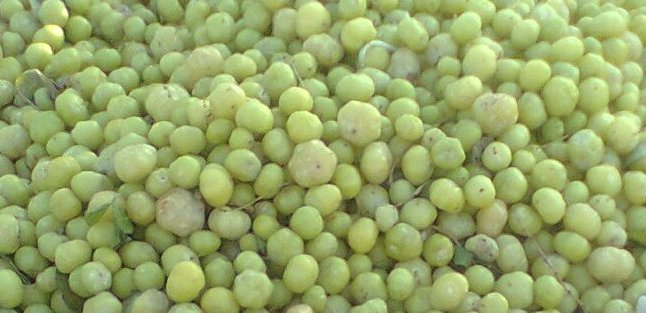
Früchte

## Verwendung
Die Früchte sind essbar, sie werden roh, gekocht oder eingemacht verwendet.
Das mittelschwere Holz wird lokal genutzt.